# 假金发草
假金发草（学名：Pseudopogonatherum filifolium）为禾本科假金发草属下的一个种。

## 扩展阅读
- 維基物種上的相關：假金发草